# Chantemerle-sur-la-Soie
Chantemerle-sur-la-Soie là một xã trong tỉnh Charente-Maritime Charente-Maritime trong vùng Nouvelle-Aquitaine, tây nam nước Pháp. Xã Chantemerle-sur-la-Soie nằm ở khu vực có độ cao trung bình mét trên mực nước biển.

## Dân số
| Năm  | Dân số | Mật độ |
| ---- | ------ | ------ |
| 1962 | 86     | -      |
| 1968 | 111    | -      |
| 1975 | 1114   | -      |
| 1982 | 108    | -      |
| 1990 | 100    | -      |
| 1999 | 108    | 18/km² |